# Művészeti versenyek az 1920. évi nyári olimpiai játékokon
Az 1920. évi nyári olimpiai játékokon öt művészeti versenyt rendeztek.

## Éremtáblázat
(A rendező ország csapata eltérő háttérszínnel, az egyes számoszlopok legmagasabb értéke, vagy értékei vastagítással kiemelve.)
| Az 1920. évi nyári olimpiai játékok éremtáblázata művészeti versenyeken | Az 1920. évi nyári olimpiai játékok éremtáblázata művészeti versenyeken | Az 1920. évi nyári olimpiai játékok éremtáblázata művészeti versenyeken | Az 1920. évi nyári olimpiai játékok éremtáblázata művészeti versenyeken | Az 1920. évi nyári olimpiai játékok éremtáblázata művészeti versenyeken | Olimpia  |
| ----------------------------------------------------------------------- | ----------------------------------------------------------------------- | ----------------------------------------------------------------------- | ----------------------------------------------------------------------- | ----------------------------------------------------------------------- | -------- |
|                                                                         | Ország                                                                  | Arany                                                                   | Ezüst                                                                   | Bronz                                                                   | Összesen |
| 1.                                                                      | Belgium (BEL)                                                           | 2                                                                       | 1                                                                       | 3                                                                       | 6        |
| 2.                                                                      | Olaszország (ITA)                                                       | 1                                                                       | 1                                                                       | 0                                                                       | 2        |
|                                                                         |                                                                         |                                                                         |                                                                         |                                                                         |          |
| 3.                                                                      | Franciaország (FRA)                                                     | 0                                                                       | 1                                                                       | 0                                                                       | 1        |
| 3.                                                                      | Nagy-Britannia (GBR)                                                    | 0                                                                       | 1                                                                       | 0                                                                       | 1        |
| 3.                                                                      | Norvégia (NOR)                                                          | 0                                                                       | 1                                                                       | 0                                                                       | 1        |
|                                                                         |                                                                         |                                                                         |                                                                         |                                                                         |          |
| Összesen                                                                | Összesen                                                                | 3                                                                       | 5                                                                       | 3                                                                       | 11       |

## Érmesek
| Az 1920. évi nyári olimpiai játékok érmesei a művészeti versenyeken |                                                                |                                           |                                  |
| Versenyszám                                                         | Arany                                                          | Ezüst                                     | Bronz                            |
| Irodalom                                                            | Nicolai Rainero · Olaszország (ITA) · "Olimpiai győztes dalok" | Cook Andrea · Nagy-Britannia (GBR)        | Maurice Bladel · Belgium (BEL)   |
| Szobrászat                                                          | Collin Albéric · Belgium (BEL) · "Az erő"                      | Simon Grossens · Belgium (BEL)            | Alfons de Cuyper · Belgium (BEL) |
| Festészet                                                           | Nem adták ki                                                   | Brossin de Polanska · Franciaország (FRA) | Alfred Ost · Belgium (BEL)       |
| Építészet                                                           | Nem adták ki                                                   | Holger Sinding-Larsen · Norvégia (NOR)    | Nem adták ki                     |
| Zene                                                                | Georges Monier · Belgium (BEL) · "Olympique"                   | Oreste Riva · Olaszország (ITA)           | Nem adták ki                     |